# غلة دة رود
غلة دة رود هي قرية في مقاطعة هشترود، إيران. عدد سكان هذه القرية هو 538 في سنة 2006.